# ناگلا
ناگلا (به انگلیسی: Nagla) یک منطقهٔ مسکونی در هند است که در بخش ادهم سینگ‌نگر واقع شده‌است. ناگلا ۲۲٬۲۵۸ نفر جمعیت دارد.